# Ronde van de Hoop
De Ronde van de Hoop is een meerdaagse wielerwedstrijd die sinds 2018 jaarlijks wordt verreden in Kameroen en deel uitmaakt van de UCI Africa Tour, met de categorie 2.Ncup, waardoor de wedstrijd ook meetelt voor de UCI Nations' Cup U23.  De eerste editie werd gewonnen door Joseph Areruya.

## Lijst van winnaars

### Overwinningen per land
| Overwinningen | Land            |
| ------------- | --------------- |
| 1             | Eritrea, Rwanda |